# The River (Live)
The River is een nummer van de Amerikaanse rockband Live uit 2006. Het is de eerste single van hun zevende studioalbum Songs from Black Mountain.
Het lukte Live niet om met dit nummer in de Amerikaanse Billboard Hot 100 te komen, maar in Australië, Nederland en Vlaanderen haalde het wel de hitlijsten. In de Nederlandse Top 40 haalde het nummer 19, in de Vlaamse Ultratop 50 nummer 49.